# ISO 3166-2:MO
ISO 3166-2:MO é a entrada para Macau em ISO 3166-2, parte da ISO 3166 padrão publicado pela International Organization for Standardization (ISO), que define códigos para os nomes das principais subdivisões (ex., províncias ou estados) códigos de todos países no ISO 3166-1.
Atualmente não há códigos ISO 3166-2 estão definidos na entrada para Macau.
Macau, um Região administrativa especial de China, é atribuído oficialmente o código ISO 3166-1 alfa-2 MO. Além disso, também é atribuído o código ISO 3166-2  CN-92 sob a entrada para a China.

## Mudanças
As seguintes alterações na entrada foram anunciadas nos boletins de notícias por parte da ISO 3166 / MA, desde a primeira publicação da norma ISO 3166-2, em 1998:
| Boletim de Notícias | data de emissão | Descrição da alteração no boletim informativo                          |
| ------------------- | --------------- | ---------------------------------------------------------------------- |
| Newsletter I-3      | 2002-08-20      | Alteração de nome país Inglês. De acordo com ISO 3166-1 Newsletter V-4 |